# 琉球国外交
琉球国外交與不少東亞國家（如越南及朝鮮）一樣，受到中国（明清两朝）的册封，属于明清的藩属國。1609年，薩摩藩入侵後，琉球作為薩摩藩的附庸國亦向日本的萨摩藩、江户幕府朝贡。在相当长的时期内，琉球与朝鲜的贸易关系也非常频繁，仅次于中国，日本。除此以外，琉球还与週邊國家如暹羅、佛大泥、巡達、三佛齊、爪哇国、蘇門答臘、滿剌加、占城、安南、呂宋等國，以及更遠的中東地區（今土耳其、巴基斯坦一带）进行外交和贸易交往，琉球国与暹罗国、爪哇国进行过官方文书“咨”的交往。在近代，1860年以后，琉球与美国等西方国家有过官方接触，并签署一系列开放口岸的条约。

## 中国

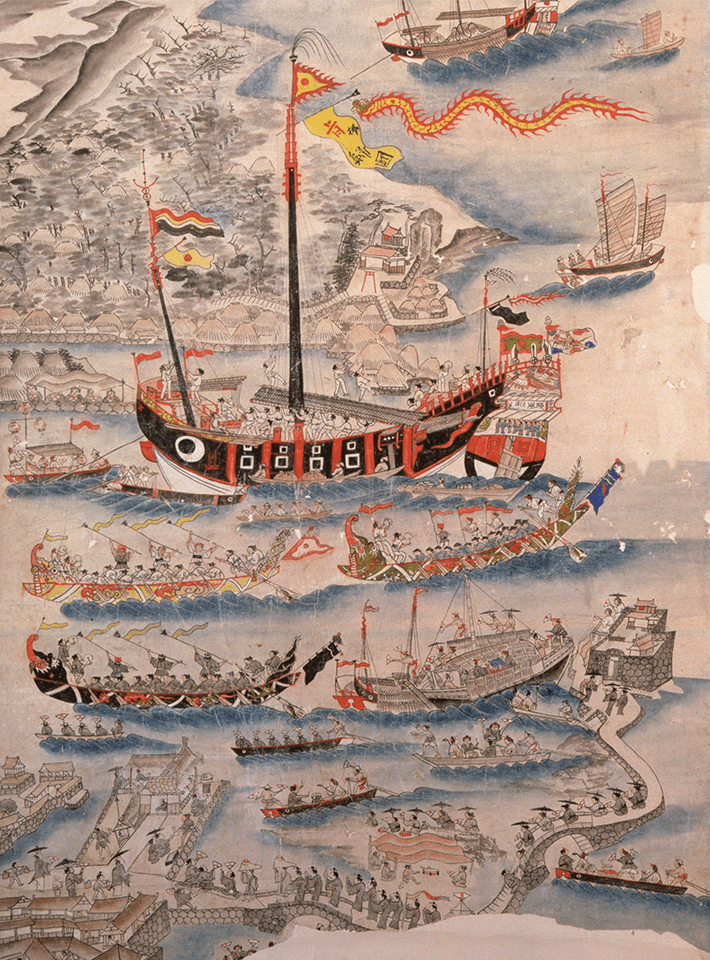
琉球前往中國的進貢船

元世祖登基之后，派遣使者赍诏书去晓谕琉球，但是因为路途遥远，风险很大，所以这次的行动没有成功。
琉球按司察度于1372年（明朝洪武五年、日本文中元年）向明朝皇帝朝贡，受册封为琉球國中山王。至于国中官守之职名，人员之进退，号令之出入，服制之法度，都由琉球自己管理，明朝政府概不干涉。
从明朝洪武5年（1372年）以后，琉球国一直使用中国朝代的年号，奉行中国王朝正朔。直至1876年，琉球才在日本明治政府的壓力下改用日本年號。琉球国的外交文书（除對日本外）、正史等，都是用漢語文言文书写的（直到近代，朝鮮、越南等東亞國家都在公式文書上使用漢文）。該國与美、法、荷订立的外交条约也是使用文言文書寫。其国都首里城的宫殿，都不是坐北朝南，而是面向西方。根據冊封使齊鯤的說法，這是為了表示其归慕中国之意（也有說法稱是因為太陽信仰的緣故）。琉球人也与萨摩人做生意，但每逢中国册封使到琉，必禁用假名、和歌、宽永通宝（日本钱币），朝廷官員改穿明式官服。

### 明朝

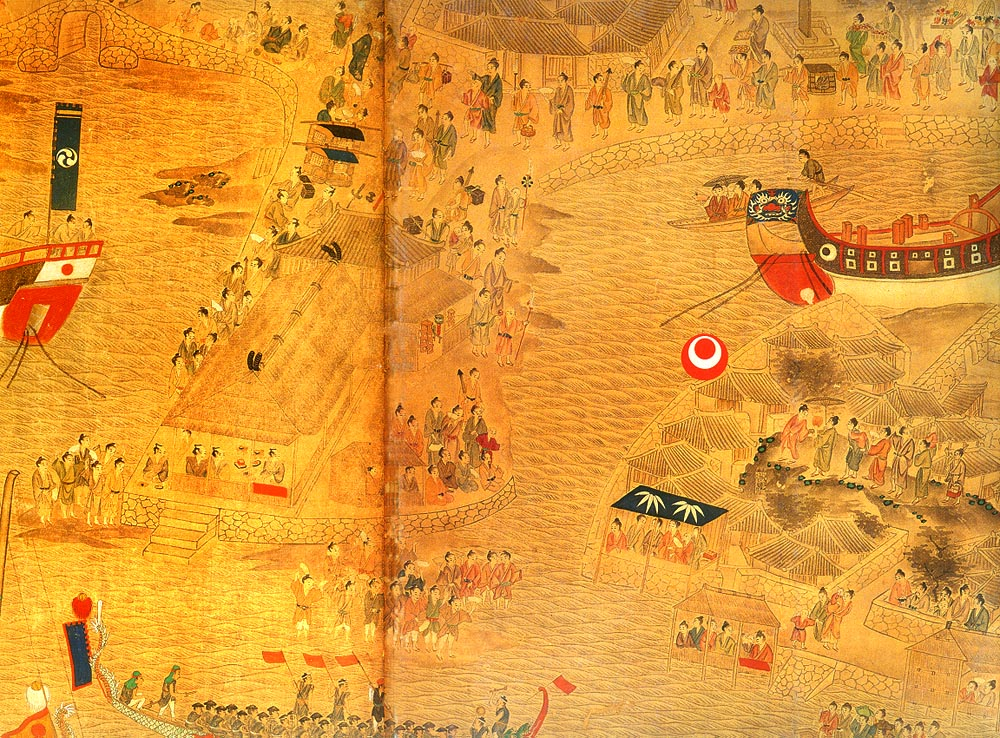
琉球那霸港风光，人物穿著近似明式服装的琉裝，还有龙舟竞渡的活动。最左侧船上所挂蓝色旗帜图案即琉球王国的标志三巴纹

明史对琉球的历史记载最详实。1372年（明朝洪武五年、日本文中元年）正月，朱元璋命行人杨载以“即位建元诏”：
“朕为臣民推戴，即位皇帝，定有天下之号为大明，建元洪武。是用遣使外夷，播告朕意，使者所至，蛮夷酋长称臣入贡。惟尔琉球，在明朝东南，远据海外，未及报知。兹特遣使往谕，尔其知之。”
明朝以皇帝诏书形式正式告知琉球列岛上的国家，位于中部的中山国王察度遣弟泰期等随载入朝，贡方物。明太祖回赐当时明朝实行的历法《大統曆》及文绮、纱罗。此后琉球几乎每年都来朝贡。1392年（明朝洪武25年、日本明德3年），三国向明朝派遣了留学生。明朝为了使留学生能够安心学习，对他们的生活给予关怀，分季节给他们衣服和住的帷幄等等东西。当时琉球向明朝派遣留学生达到了空前的地步。
琉球人随朝贡使团前往明朝大陆，所带的货物往往会因为没有报关而被负责海关的官员查没，造成很大损失。1436年（明朝正统元年、日本永享8年），琉球使者称所携货物都被官方的管理机构貪污了，希望皇帝能够解决这些问题。明朝皇帝令有关部门按照市场价格给了他们很高的费用，算作收购。在以后的交往中，琉球王国对明朝形成了一种贸易性的依赖情况，所以往往一年前往明朝进行多次“朝贡”，这其实是贸易，明朝政府“虽厌其烦，不能却也。”
在琉球遇到海啸、暴雨、以及台风的侵袭后，明朝政府除了给来朝贡的使团很多的援助物资外，还要求琉球朝贡期延长至十年一贡，以便休养生息，但琉球为了能和明朝继续贸易，以便国内经济的恢复，还是坚持一年一贡或隔年一贡。
琉球在与明朝的交往中，吸收了明朝的先进技术和文化，在文明上得到了很大的提高，他们有了自己的独特的音乐，崇尚佛教，在岛上修建了崇元寺。宫殿和民房的建筑是带有海岛风格的南岛建筑模式。
公元1522年—1566年（明朝嘉靖年间、日本戰國時代後期），倭寇猖獗，在明朝东南沿海侵扰。琉球王协助明朝破倭，不时向明朝提供倭寇的动向，琉球王世子尚元还对从浙江败还抵琉球境的倭寇，“遣兵邀击，大歼之，获明朝被掠者六人”送还明朝政府。
1609年（明朝萬曆37年、日本慶長14年），日本侵入琉球，大掠各地的宝物并俘虏国王，当时琉球王侍从写的《喜安日记》记载：“有如家家日记，代代文书，七珍万宝，尽失无遗”。萨军将琉球王尚宁等百餘人俘至鹿儿岛，达三年五个月，逼迫尚宁王承认向其“进贡”。同时还强行割占琉球北部五岛，给琉球造成了很大的损失，但即便如此，也尚未改变中琉关系。明朝礼部官员“乃定十年一贡之例”，但国王还是每年都遣使朝贡。其年，日本有进攻鸡笼山（今台湾基隆附近）的计划，间接还要侵扰福建，尚宁派遣使者告诉明朝政府，皇帝诏海上警备。
琉球曾经协助明朝剿灭倭寇。琉球与明朝非常的关系和密切的交往，使得在明朝实行海禁之后还能通过琉球这扇窗口了解日本和东南亚海上国家的一些事情，增进了明朝对外界的了解。
由于琉球的国土狭小，人口少，物资匮乏，所以军事上没有长足的进步，但有一定的常备军，即王宫卫队，这些军队保持了很高的战斗力，对保护琉球和参与明朝剿灭倭寇的战斗中作出了贡献。但由于军队的数量少，没有抵挡住萨摩藩的入侵，国王被掳。
琉球国王形容与明朝的关系是外交关系，但实质是琉球的每次的朝贡都是在明朝当时薄来厚往的“天朝观念”中进行的。所以琉球在与明朝的朝贡形式的贸易中获得了巨大的利益，而所得物资销往日本、朝鲜、东南亚等国家，是琉球成为东海之上一个必不可少的贸易中转站。值得一提的是，由于当时的日本和明朝的关系恶化，明朝的倭禁很严，禁止和日本人贸易，但日本人的奇缺物资还是通过当时的朝鲜和东海之上的贸易王国琉球那裏得到及时的补充，琉球也在与明朝交往的国家中形成了重要的一环。

### 南明
1644年清軍入關之後的相當長一段時間，琉球仍舊尊奉明朝為中央王朝，與明朝的繼承者南明政權保持密切的聯繫，朝贡不绝。《明史·琉球傳》称琉球国：“虔事天朝，为外藩最。”
1644年，尚賢王遣正議大夫金應元、使者吉時逢等渡明請求冊封；因当时清軍攻入中原，战乱未平，且又有海盜阻隔道路，所以长时期滞留在福建省。1645年，南明弘光帝即位，遣福州左衛指揮花煾詔諭琉球。尚賢王遣毛大用、阮士元慶祝並再次請求冊封。弘光帝以禮科給事中陳燕翼為冊封正使、行人司行人韓元勳為冊封副使。不過未出航的時候弘光政權就被清軍所滅。
隆武帝立于福建，遣指揮閩邦基詔諭琉球，琉球还继续遣使向南明朝贡。1646年，隆武帝為清朝所滅後，琉球仍然向監國魯王朱以海朝貢。琉球王府也同支持魯王的建國公鄭彩關係密切，鄭彩也嚴禁手下船隻襲擊琉球貢船。魯王和建國公通過琉球的朝貢貿易獲得了抗擊清軍所需的硫磺；另一方面，建國公希望從日本購買武器，但由於江戶幕府堅持鎖國政策而失敗了。
1653年，監國魯王政權在清軍的攻勢下瓦解，鄭芝龍降清，鄭彩又因與鄭成功不和而退出政治舞臺。琉球一直拒絕同清朝建立關係，直到1653年（順治十年）為止。

### 清朝

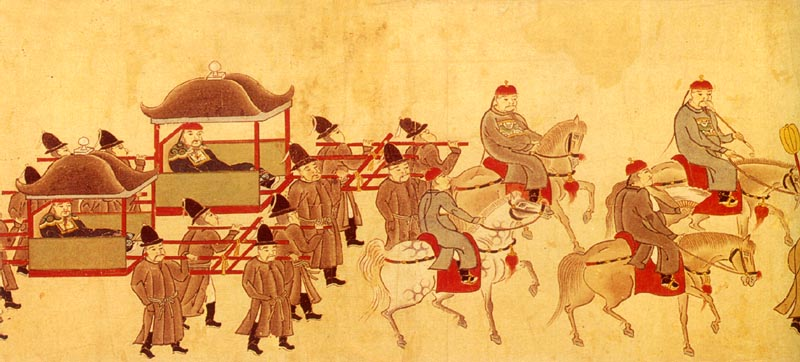
前往琉球的中国清朝使节

1646年（清朝顺治三年、日本正保二年），清軍攻破福建，滯留福建的琉球使者金应元、毛泰久、金思義，與安南、呂宋的使者一起，被清朝将领博洛擄至北京。三國使者至京師後，清朝順治帝厚賞他們，要求琉球使者回去後招誘本國國王歸附，順治帝以謝必振為招撫使，令其與琉球使者同往琉球詔諭歸順。謝必振與琉球使者的船隻在海上遭遇風暴，飄至日本長崎，於翌年回到琉球。尚賢王遣周國盛將謝必振送回福州。由於琉球與南明的密切關係，清廷的此次詔諭未能成功。
1650年，清廷遣梁庭漢為詔諭使出使琉球，再度詔諭琉球，但這個使團沒有到達琉球。翌年，清廷再遣謝必振為詔諭使，隨琉球使者周國盛至琉球，探問梁庭漢等十九人的消息，並要求琉球「便宜復命」（一說為「諭世子討還明印」）。
雖然清朝一直希望琉球歸附，但琉球都不抱以熱心。直到1653年（清顺治十年、日本承應二年），琉球國王尚質才遣使前往清朝，決定同清朝建立朝贡關係。第二年，再遣贡使，并且缴换了明朝敕印，请求封号。顺治皇帝颁布了《敕琉球诏》，在诏书中，清朝皇帝向琉球国王约定贡期，为二年一贡，进贡人数不得逾一百五十名，许正副使二员、从人十五名入京，其他随从人员要在福州琉球馆待命。
这个诏书既对琉球作为清朝藩属国的肯定，也规定了向新的清朝王朝朝贡体系的级别和时间。但由于当时海上风浪很大，敕封的清朝使者没有出海。而在另一方面，雖然琉球繳納了明朝的封印，但受傳統華夷秩序的影響，且中國東南沿海一帶的制海權掌握在反清的鄭成功手裡，琉球對清朝的關係未有較大進展，直到1662年鄭成功逝世後才得到轉機。
1661年（清朝康熙元年、日本寬文元年），康熙也向琉球颁布了新的《敕琉球诏》。原来派去而没有去成的使者拿着两道诏书到了琉球，完成了册封典礼。
琉球在康熙时期多次朝贡，但由于贡使在海上遭遇风浪，贡物损失很严重，所以琉球会在第二次朝贡的时候将上一次丢失的数目补足，但康熙皇帝不允许。琉球在向清朝朝贡的时候，总是进贡很珍贵的奢侈品，康熙皇帝对使者说：“所进玛瑙、乌木、降香、木香、象牙、锡速香、丁香、檀香、黄熟香等，皆非土产，免其入贡。其琉璜留福建督抚收贮。馀所贡物，令督抚差解来京。”只允许以后进贡土特产，但琉球的本意，第一是恭顺使然，第二就是在朝贡贸易中获得更多的利润。当时海上不是很平静，所以册封使者往往不愿远去琉球，所以会让琉球请封使者自己将册封的诏书和印信领回去，但使者非常希望能让册封使去琉球，结果皇帝允准了他们的要求。
1673年，三藩之亂發生，安南國王莫敬宇舉兵響應吳三桂。1676年（康熙十五年），三藩之一靖南王耿精忠遣游擊將軍陳應昌聯絡琉球。尚貞王不予理會，於次年遣使赴清，探問清朝安否。這令清聖祖十分高興，1680年琉球進貢使至京師時，康熙帝下令於常貢內免其貢馬，於外貢內免絲煙及螺瑫、茶鍾，並加賞錦幣二十疋，著爲例。此後，清朝又給予琉球使者種種優惠待遇。

琉球國王之印

琉球国王去世後，按照规定“琉球国凡王嗣位”，先要得到清朝政府的同意，让本国有威望的人和王公大臣共同出具联署证明材料。然后清朝政府派出正副使臣“奉敕往封”，赐琉球王继承者“驼钮镀金银印，乃称王。未封以前称世子，权国事。”1681年（清朝康熙21年、日本天和元年 ），康熙皇帝在接待琉球朝贡使时，赐御书“中山世土”额。这一年，琉球再次向清朝派遣留学生。以往清朝册封使去琉球国，会在海上因为海浪等风险，会迟到琉球，延误册封时间。琉球国请封使建议修改航道，从福建闽江口的五虎门三昼夜到达琉球國。这些使者希望能通过改变航道，提高效率，得到康熙皇帝准许。
琉球学生来清朝後，清朝皇帝往往命给予琉球留学生以“都通事”（官职称呼）这个级别的待遇，每天的伙食非常丰富，四季会发给他们袍褂、衫袴、鞾帽、被褥等，一应具全，连从琉球来陪侍的从人也会对他们照顾。留学生如果在清朝病故，皇帝会“赐银百两，交礼官择近京地葬之，并以二百两赡恤其家。”1724年（清朝雍正二年、日本享保九年），皇帝在接见由琉球王舅组成的请封使团的时候，御书“辑瑞球阳”额赐给琉球王，还赠送皇室的一些珍贵玉器和金币等礼物。乾隆三年，御书“永祚瀛壖”额赐给琉球王，并且要求琉球不必专程来清朝答谢。乾隆四十九年，御书“海邦济美”额赐给琉球王，并赠送玉、磁、缎匹诸物。1798年（清朝嘉庆三年、日本寬政十年），赐御书“海表恭藩”额赠送。
琉球国有许多商船、渔船因为海风等原因吹到中國境内，清朝政府会按例将其安置于福州柔远驿，往往赠送丰厚的物资后将其遣返，遇难者还会按照规定给予抚恤。雍正八年，琉球的二号贡船在到达东海海面后遭风漂至台湾，触礁，正贡船亦同时漂没，福州将军玉德等奏报皇帝。皇帝命令搭救官伴、水梢人等，照常例加倍给赏，贡物不用再另外派人进贡了。对于遭海风侵袭在清朝避风的琉球商船，清朝方面会命令按人数日给盐菜口粮，等到回国之日另给行粮一月。
除了宗藩关系外，《清史稿·琉球傳》对琉球国与清朝频繁的交往做了一个总结：“琉球国小而贫，逼近日本，惟恃清朝为声援。又贡舟许鬻贩各货，免徵关税，举国恃以为生，其赀本多贷诸日本。国中行使皆日本宽永钱；所贩各货，运日本者十常八九。其数贡清朝，非惟恭顺，亦其国势然也。”

## 東寧王國
早期，琉球受到華夷秩序的影響，同反清復明的鄭氏勢力來往密切，為其提供硫磺。鄭氏集團也約定其屬下船隻不得襲擊琉球貢船。監國魯王政權瓦解後，琉球被迫同清朝建立聯繫，但仍與鄭氏政權保持聯繫。鄭氏集團也通過琉球向薩摩藩提出軍事援助的請求，薩摩藩也對此非常積極，但最終遭奉行鎖國政策的江戶幕府拒絕。
鄭成功逝世後，鄭氏集團勢力被逐出福建沿海，琉球也開始同清朝建立正式的朝貢關係。據守大員鄭經缺乏武器和硫磺，勢力日漸窘迫。為了獲取硫磺作為軍需品，不斷騷擾福建沿海，因此琉球對清朝的朝貢貿易也受到了衝擊。1670年，鄭經的部將蕭啓派遣海盜船，在福州五虎門之外海域襲擊了裝載有一萬二千六百斤硫磺的琉球貢船，綁架使臣，劫奪貨物。琉球王府將此事通過薩摩藩告知江戶幕府，江戶幕府向進入長崎的明鄭商人收取了三百兩白銀，並將其給予了琉球。1673年陰曆三月，蕭啓再度派遣海盜船十三艘襲擊琉球貢船。
三藩之亂爆發之後，盤踞福建的靖南王耿精忠派遣遊擊陳應昌來到琉球，要求琉球給予其支持，並希望琉球提供硫磺。琉球王府遣使將此事報告薩摩藩，薩摩藩則於陰曆七月二十二日又向江戶幕府報告。九月三日，幕府下達《然者硫黃之儀差渡後樣中山王可披及返書侯》的文件，要求琉球支持耿精忠的活動，並將硫磺送往福建。不過琉球王府是在薩摩藩壓力下將硫磺送往福建的，在另一方面，尚貞王派遣正議大夫蔡國器出使清朝。

## 日本

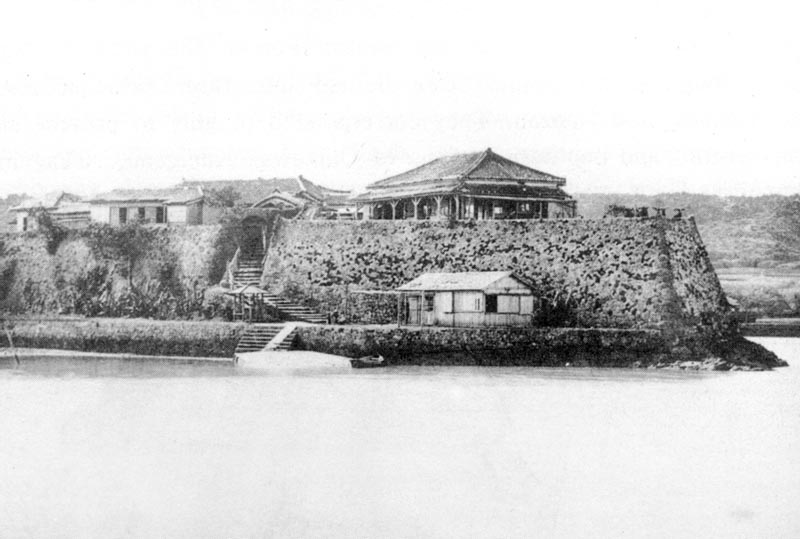
那霸王港琉球王国金库

根據江戶時代學者新井白石在《南島志》中的考證，平安時代的史書《續日本紀》里有关于琉球的历史记载。714年至715年（唐朝開元二至三年、日本和銅七年至靈龜元年）“十二月戊午，少初位下太朝臣遠建治等率南嶋奄美、信覚及球美等嶋人五十二人，至自南嶋。”“霊亀元年春正月甲申朔，天皇御大極殿受朝，皇太子始加礼服拝朝。陸奥、出羽、蝦夷，并南嶋奄美、夜久（屋久島）、度感（德之島）、信覚（石垣島）、球美（久米島）等来朝。”720年（唐朝開元8年、日本養老四年）“十一月丙辰，南嶋人二百卅二人，授位各有差。”以後，日本朝廷的遣唐使船不時利用了 難波（大阪）－筑紫（福岡）－多鳥（種子島）－夜久（屋久島）－吐火羅（宝岛）－奄美－度感（德之島）－阿兒奈波（沖繩本島）－球美（久米島）－信覺（石垣島） 的航路。
而確切可考的琉日外交史，則始於1439年。當時的琉球國王尚巴志向日本室町幕府將軍足利義教派遣使節，行交通之禮。1466年，尚德王遣使到日本京都行聘問之禮，與足利義政相見。1481年，尚真王第一次向日本派遣「綾船」（一作「紋船」）前往薩摩。1518年，薩摩守護島津忠隆主動向琉球送出文書，希望同琉球建立正式的貿易聯繫。1521年，尚真王通過種子島忠時，輾轉將琉球的官方文書送達薩摩，正式建立官方的貿易聯繫。1525年，島津忠隆送給尚真王一副武具；作為回報，尚真王送給島津氏一些絲綢製品。
1559年，琉球國王尚元遣使赴薩摩，以續鄰邦世代之誼。薩摩守護島津貴久也遣使回聘。但在尚元王時代的末期，雙方一度因為貿易問題和奄美大島問題發生糾紛。薩摩取締民間私自前往琉球的渡海船侵犯了琉球的利益，雙方曾在奄美大島發生短暫地軍事衝突。但此後雙方關係緩和。1586年，薩摩派遣臨濟宗高僧泊如竹（南浦文之的弟子）訪問琉球，受到尚永王的禮待。

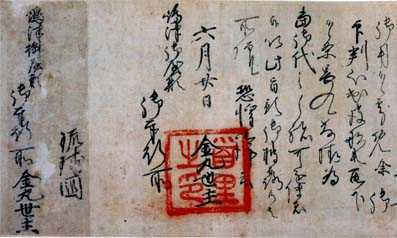
琉球國金丸世主書狀，1471年

在1609年薩摩入侵琉球以前，琉球與日本來往時一直是以對等的關係進行貿易的。東京大學史料編纂所裡至今仍保存著1471年琉球國王尚圓給薩摩守護島津立久的官方書信。尚圓自稱「金丸世主」（世主是琉球國王的尊稱），其書信的內容可以看出，琉球與薩摩乃至日本的關係是對等的。但日本單方面地將琉球與日本的對等貿易當作了朝貢。1441年，足利義教宣佈將琉球賜予薩摩守護島津忠國，並且在薩摩設置琉球奉行一職，史稱嘉吉附庸事件。
16世纪，由于日本和明朝的关系恶化，国内奢侈用品等需多供少，只得通过南方的薩摩藩与琉球进行贸易，从东南亚运回海产品和一些奢侈用品，又从琉球与明朝的贸易当中获得所需要的紧缺物资，也使琉球的经济发展增速。但日本隨之進入動亂割據的戰國時代，諸大名急需從擴張中獲得利益。1582年，日本因幡國鹿野城主龜井茲矩曾被豐臣秀吉封為「琉求守」。此後龜井茲矩便對琉球有覬覦之心，但遭到了薩摩島津氏的阻攔，沒有成功。
日本的萨摩藩于1609年（明朝萬曆三十七年、日本慶長十四年），侵入琉球，俘虏了琉球王，將琉球變為薩摩藩的附庸國。1611年，薩摩藩还侵占了琉球群岛北部的奄美群島。
從1634年起，琉球國王每逢琉球國王及江戶將軍更替之際，向江戶派謝恩使、慶賀使（一共18次）朝贡，服從了江戶政權（這些使節總稱為「上江戶」）。此後，每逢進貢使歸國、冊封使來琉，以及中國發生重大事件（如皇帝駕崩、三藩之亂等），琉球都要向薩摩藩報告；每逢江府、薩州有喜事、喪事、天災等事，琉球也要向日本派遣使節。
薩摩藩原想借併吞琉球來獲取對明貿易的利益。但由於薩摩藩控制琉球後，琉球使者王舅毛鳳儀、長史金應魁赴明朝報告兵警，明朝因此禁止琉球入貢。日本無法從中得到好處，於是德川幕府下令薩摩不得併吞琉球。薩摩只好將琉球國王釋還，但在那霸設置在番奉行一職控制王府行政。1636年至1712年期間，薩摩藩規定：琉球國王致薩摩藩藩主的書信中，只能稱「琉球國司」而不能稱「琉球國中山王」，琉球被迫從命。
自從琉球變為薩摩藩的附庸國以後，琉球官員有時候利用薩摩藩的在番奉行所進行政治鬥爭。在1667年的北谷惠祖事件、1734年的平敷屋友寄事件和1858年牧志恩河事件中，都有在番奉行所的插足。例如1667年，因中國皇帝賞賜的物品被盜一事，薩摩藩甚至可以將時任的法司向國用（北谷親方朝暢）免職處決，而將親薩人士向象賢扶植上臺。這說明琉球國實質上已淪為薩摩藩的附庸國。
1879年，日本派遣松田道之來到琉球，廢除了琉球國，改為日本沖繩縣。琉球國從此滅亡。

## 朝鮮
琉球與朝鮮的交往也相當頻繁。根據《朝鮮王朝實錄》記載，早在朝鮮太祖李成桂建立朝鮮王朝的第一年，琉球中山王察度便派人出使朝鮮。朝鮮太祖接待了他們，使者享受了從五品待遇，其隨從享受從六品待遇。琉球成為第一個承認朝鮮王朝的中國藩屬國。同年，察度再次遣通事李善出使朝鮮，送還被倭寇擄掠的八名朝鮮人。
此後，察度及世子武寧於1394年遣使朝鮮，送還被擄男女十二人，要求引渡逃亡朝鮮的南山王承察度。1397年再次送還朝鮮難人九名。1400年，再遣使獻方物。此外，1398年，琉球南山王溫沙道被驅逐，流亡朝鮮，朝鮮太祖禮待他，讓他寓居晉陽。
第一尚氏王朝取代察度王朝後，尚思紹於1400年、1409年、1410年遣模都結制出使朝鮮聘問，送還被擄者十四名。1416年，朝鮮太宗派遣前護軍李藝出使琉球，要求送還被倭寇擄掠的朝鮮人。1418年，尚思紹遣次子賀通連赴朝鮮聘問。回國之時遭遇風暴，溺死七十餘人，漂泊閑山島，朝鮮世宗命賜衣服禮待之。
1429年，朝鮮世宗下令，若因風暴漂泊到朝鮮的琉球人不欲歸國，則在慶尚道沿海一帶給衣糧、土田、穀種，令其定居；若希望歸國，則賜給船隻、糧餉，命居留朝鮮的日本人為嚮導先到薩摩，然後歸國。
不過，也有大量日本人假冒琉球官方使者出使朝鮮聘問，希望從中獲取利益。1453年，道安以琉球使者的身份來到慶尚道的富山浦，朝鮮官員發現他的名字很像日本人，因此細細盤問果然發現他並非琉球人，於是按照尋常日本人之例對待。

## 西方國家
19世纪，随着航海技术的发展，荷兰、葡萄牙等国的船只开始进入琉球群岛附近海域。1854年，美国海军将领馬休·佩里最早到达那霸港，并在萨摩藩同意下与琉球国签署《琉美修好條約》，正式通商。随后，琉球国分别与法国和荷兰签署了《琉法修好條約》和《琉蘭修好條約》。
在日本和清國關於「琉球案」的爭端中，美國前總統尤利西斯·格蘭特還曾經居中斡旋。